# Antoine d'Abbadie
Antoine d'Abbadie (Dublin, 1810 - Parijs, 1897) was een Frans aardrijkskundige, etnoloog en promotor van de Baskische cultuur en taal.
Hij werd geboren als zoon van een Frans-Baskische vader en een Ierse moeder. Als jongeman trok hij naar Ethiopië waar hij gedurende elf jaar astronomisch, aardrijkskundig en etnologisch onderzoek deed. Hij maakte een kaart van Ethiopië en deed onderzoek naar de bronnen van de Nijl.
In 1836 publiceerde hij samen met Augustin Xaho een grammatica van de Baskische taal. Enkele jaren was hij stichter van de Baskische Spelen in Urrugne. Zijn inspanningen voor de Baskische cultuur leverden hem de eretitel Euskaldenaita (Vader van de Basken) op.
In 1867 werd hij lid van de Franse Académie des Sciences en in 1892 werd hij benoemd tot voorzitter. Tussen 1871 en 1875 was hij ook burgemeester van Hendaye. In zijn kasteel in die gemeente (Château d'Abbadie) richtte hij een astronomisch observatorium in.
- Biblioteca Nacional de España: XX897704
- Bibliothèque nationale de France: cb13509769h (data)
- Catàleg d'autoritats de noms i títols de Catalunya: 981058515166506706
- Gemeinsame Normdatei: 116000392
- International Standard Name Identifier: 0000 0001 0878 4901
- Library of Congress Control Number: n98039149
- Base Léonore: LH//1/60
- Nationale Bibliotheek van Israël: 987007302809405171
- Istituto Centrale per il Catalogo Unico: UFIV024398
- Système universitaire de documentation: 050313460
- Virtual International Authority File: 22298393
- WorldCat: E39PBJk4F8B63rVBMyBKfPT4MP

1. ↑  "GRANDE MÉDAILLE D’OR DES EXPLORATIONS ET VOYAGES DE DÉCOUVERTE"; geraadpleegd op: 9 januari 2020; uitgeverij: Société de Géographie; URL (gearchiveerd): https://web.archive.org/web/20141206004240/http://www.socgeo.org/grande-medaille-dor-des-explorations-et-voyages-de-decouverte/.